# Diccionario histórico de Suiza

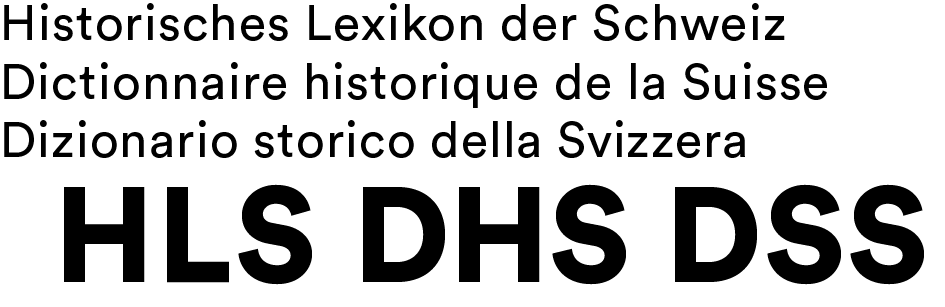

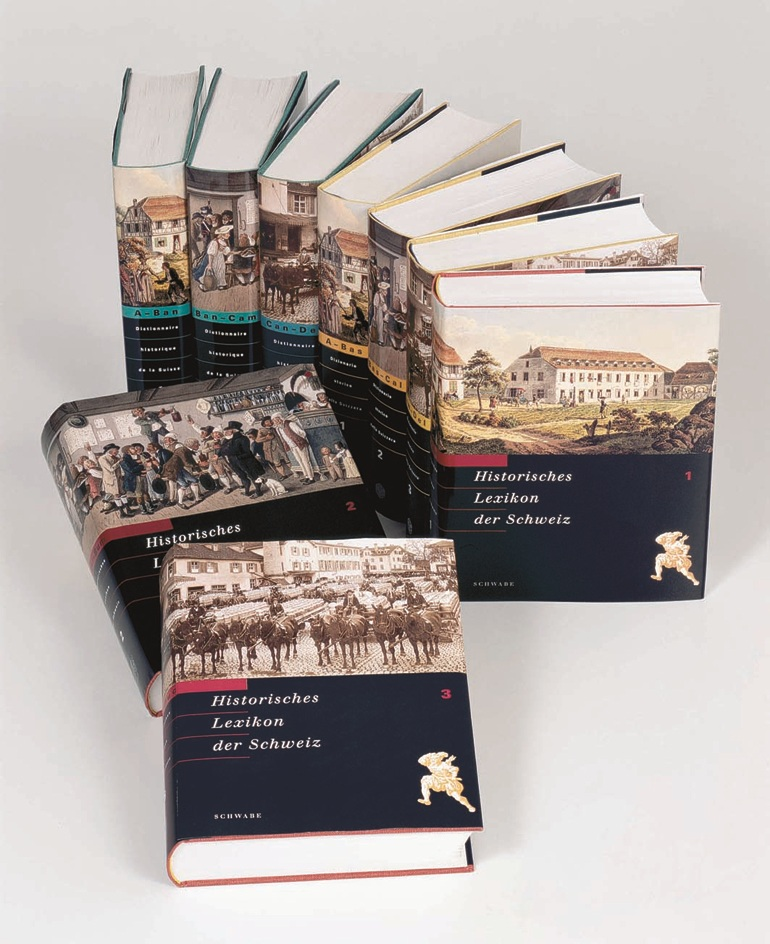
Las tres primeras ediciones en francés, alemán e italiano

El Diccionario histórico de Suiza (DHS) es una enciclopedia de la historia de Suiza que tiene como objetivo hacer accesibles los resultados de las investigaciones modernas a una audiencia más amplia.
La enciclopedia se publica por una fundación bajo el patronazgo de la Academia suiza de humanidades y ciencias sociales (SAGW/ASSH) y la Sociedad histórica suiza (SGG-SHH), y está financiada por becas nacionales de investigación. Además de contar con 30 empleados en la oficina central, sus contribuyentes incluyen a 300 consejeros académicos, 2500 historiadores y 100 traductores.

## Edición impresa
La enciclopedia está siendo editada simultáneamente en las tres lenguas oficiales de Suiza: alemán (Historisches Lexikon der Schweiz - HLS), francés (Dictionnaire Historique de la Suisse - DHS) e italiano (Dizionario Storico della Svizzera - DSS). Los primeros 12 volúmenes se publicaron en 2002. Se planea editar anualmente un nuevo volumen. También se ha publicado un volumen simple con una selección de artículos en romanche (Lexicon Istoric Retic - LIR).
Las 40.000 entradas se agrupan en:
1. Biografías
2. Artículos sobre familias
3. Artículos sobre lugares (municipios, cantones, otros países, fortalezas, emplazamientos de interés arqueológico)
4. Artículos subjetivos (fenómenos y términos históricos, instituciones, acontecimientos)

## Edición en la red
La edición en línea está disponible desde 1998. Se puede acceder, gratuitamente, a todos los artículos de la edición impresa, pero no a las ilustraciones.